# Robin Muller van Moppes
Robin Muller van Moppes (Amsterdam, 10 mei 1984) is een Nederlands ex-profvoetballer die als middenvelder speelde.
Muller van Moppes speelde in de jeugd voor SC Voorland en Ajax. Vanaf 2006 speelde hij bij KV Oostende waar hij zijn debuut maakte. Hij speelde 19 wedstrijden waarin hij 4 keer scoorde. In 2008 zat hij zonder contract. Via Team VVCS speelde hij zich in beeld bij het Cypriotisch Onisilos Sotira waar hij een tweejarig contract tekende. Vanaf 2010 speelde  hij bij JOS Watergraafsmeer, maar vanaf juli 2011 was hij actief bij SV Argon in Mijdrecht. Van 2013 tot 2019 kwam hij uit voor Hollandia.
Muller van Moppes was ook een tennistalent. In 1996 werd hij Nederlands jeugdkampioen tot 12 jaar.

## Clubs
- 2006 - 2008: KV Oostende
- 2008 - 2010: Onisilos Sotira
- 2010 - 2011: JOS Watergraafsmeer
- 2011 - 2013: SV Argon
- 2013 - 2019: HVV Hollandia